# Championnats de France de patinage artistique 1985
Navigation
Championnats de France 1984 Championnats de France 1986
Les championnats de France de patinage artistique 1985 ont eu lieu du 12 au 16 décembre 1984 à la patinoire de Belfort pour 3 épreuves : simple messieurs, simple dames et couple artistique. 
La patinoire du Haras à Angers a accueilli l'épreuve de danse sur glace du 23 au 25 novembre 1984.

## Podiums
| Épreuves                            | Or                               | Argent                              | Bronze                          |
| Messieurs résultats détaillés       | Fernand Fédronic                 | Philippe Roncoli                    | Laurent Depouilly               |
| Dames résultats détaillés           | Agnès Gosselin                   | Florence Copp                       | Nathalie Duquesne               |
| Couples résultats détaillés         | Sylvie Vaquero / Didier Manaud   | Astrid Cordeau / Guy Renault        | -                               |
| Danse sur glace résultats détaillés | Sophie Merigot / Philippe Berthe | Martine Olivier / Philippe Boissier | Isabelle Cousin / Martial Mette |

## Détails des compétitions
(Détails des compétitions encore à compléter)

### Messieurs
| Rang | Nom               | Points | Fig. imp. | Prog. original | Prog. libre |
| ---- | ----------------- | ------ | --------- | -------------- | ----------- |
| 1    | Fernand Fédronic  | 4.2    | 1         | 4              | 2           |
| 2    | Philippe Roncoli  | 4.4    | 5         | 1              | 1           |
| 3    | Laurent Depouilly | 7.2    | 3         | 6              | 3           |
| 4    | Florian Lemaître  | 7.6    | 4         | 3              | 4           |
| 5    | Frédéric Harpagès | 8.0    | 2         | 2              | 6           |
| 6    | Alain Miquel      | 11.6   | 8         | 5              | 5           |
| 7    | Frédéric Lipka    | 14.0   | 7         | 7              | 7           |
| 8    | Bernard Glesser   | 15.6   | 6         | 10             | 8           |
| 9    | Thierry Luron     | 18.6   | 10        | 9              | 9           |
| 10   | Fabrice Bicocchi  | 18.6   | 9         | 8              | 10          |

### Dames
| Rang | Nom                   | Points | Fig. imp. | Prog. original | Prog. libre |
| ---- | --------------------- | ------ | --------- | -------------- | ----------- |
| 1    | Agnès Gosselin        | 2.0    | 1         | 1              | 1           |
| 2    | Florence Copp         | 5.0    | 3         | 3              | 2           |
| 3    | Nathalie Duquesne     | 5.8    | 2         | 4              | 3           |
| 4    | Nathalie Hildesheimer | 7.8    | 5         | 2              | 4           |
| 5    | Katia Krier           | 11.6   | 7         | 6              | 5           |
| 6    | Valérie Bigeard       | 12.4   | 6         | 7              | 6           |
| -    | Abandon V.Desgardin   | -      | 4         | 5              | -           |

### Couples
| Rang | Nom                            | Prog. court | Prog. libre |
| ---- | ------------------------------ | ----------- | ----------- |
| 1    | Sylvie Vaquero / Didier Manaud |             |             |
| 2    | Astrid Cordeau / Guy Renault   |             |             |

### Danse sur glace
| Rang | Nom                                 |
| ---- | ----------------------------------- |
| 1    | Sophie Merigot / Philippe Berthe    |
| 2    | Martine Olivier / Philippe Boissier |
| 3    | Isabelle Cousin / Martial Mette     |
| ...  |                                     |

## Sources
- Le livre d'or du patinage d'Alain Billouin, édition Solar, 1999
- (en) « Ice ABROAD, 1984 FRENCH NATIONAL CHAMPIONSHIPS BELFORT, FRANCE, DECEMBER 14-16, 1984 », sur usfsa.xmlmanager.qg.com